# 钾离子电池
钾离子电池是一种类似于锂离子电池的电池，它使用钾离子代替锂离子进行电荷传输。2004年，伊朗/美国化学家 Ali Eftekhari（美国纳米学会主席）最早发明了钾离子电池。

## 原型
最初的钾离子电池出于电化学稳定性考虑而使用钾阳极和普鲁士蓝阴极材料 。这一电池成功进行了超过 500 次的循环。最近的一项综述表明，目前多种实用材料已成功用作新一代钾离子电池的阳极和阴极。 例如，传统的负极材料石墨已被证明可以用作钾离子电池的负极。 

## 材料
随着钾离子电池的发明，研究人员愈发关注通过在电极和电解质中应用新材料来提高比容量和循环性能。钾离子电池所用材料的概况如下：

### 负极
与在锂离子电池中相同，石墨也可以在电化学过程中容纳钾离子的嵌入。 然而，由于动力学条件的差异，石墨负极在钾离子电池循环过程容量下降很快。因此，需要对石墨负极的结构进行改造来实现比较稳定的性能。
除了石墨之外，其他类型的碳材料也已被用作钾离子电池的负极材料，例如膨胀石墨、碳纳米管、碳纳米纤维以及氮或磷掺杂的碳材料。 同时，亦有研究将可与钾离子形成化合物的转换负极应用于钾离子电池，提升了电池容量与循环性能。为了缓冲转换负极在充放电过程中的体积变化，可以将碳材料作为基质材料，保证结构的稳定性。类似的材料包括MoS
2@rGO ，Sb
2S
3-SNG ,SnS
2-rGO等。 
此外，如硅、锑和锡等在循环过程中可与锂离子形成合金的锂离子电池合金负极，也同样适用于钾离子电池。其中锑因其成本低廉且理论容量高达660mAh g-1而成为最有潜力的一种材料。 此外，亦有研究提出了一类具有更好机械强度与性能的有机材料作为可能的电极选项。 

### 正极
除了原有的普鲁士蓝类阴极材料外，钾离子电池阴极的研究重点还包括在纳米结构与固体离子等方向。一系列钾-过渡金属氧化物，如K
0.3MnO
2 ，K
0.55CoO
2等，已被证明是可凭借其层状结构而作为正极材料。 此外，具有电磁缺陷的聚阴离子化合物可以为钾离子电池提供各类型阴极中最高的工作电压。在电化学循环过程中，其晶体结构将被扭曲，从而在钾离子插入时产生更多的诱导缺陷。 Recham等人首先证明了氟磺酸盐与K、Na和Li具有可逆的嵌脱机制，此后，包括K
3V
2(PO
4)
3 ,KVPO
4F等在内，一类聚阴离子化合物已经在实验室得到应用，但其实用价值受到复杂的合成过程的限制。  值得注意的是，有研究指出了有机化合物亦可作为钾离子电池正极。例如红色颜料PTCDA可以在单个分子内与11个钾离子进行结合。 

### 电解液
由于化学活性高于锂，钾离子电池电解质需要特别设计以消除安全隐患。由于钾较强的路易斯酸性，商用碳酸乙烯酯（EC）和碳酸二乙酯（DEC）或其他传统的醚/酯液体电解质均会造成循环性能与电池容量的下降，而且它们高度易燃的特性阻碍了广泛应用。相比之下，离子液体电解质为扩大钾离子电池的电化学窗口提供了新的途径，并且与石墨阳极配合使用时具有很好的稳定性。 近年来，用于全固态钾离子电池的固体聚合物电解质因其灵活性和增强的安全性而备受关注。山东大学的费惠芳等人提出了一种具有以纤维素非编织膜为骨架结构的聚碳酸亚丙酯-双氟磺酰亚胺钾（KFSI）固体聚合物电解质，其离子电导率提高至 1.36{\displaystyle \times }10 -5 S cm -1 。 钾离子电池电解质的研究重点在于实现快速的离子扩散动力学、稳定的固体电解质表面膜（SEI膜）形成以及更好的安全性能。

## 优点
与钠离子电池一样，钾离子电池是锂离子电池的主要替代者之一。 与锂离子电池相比，钾离子电池具有一定的优势：电池设计简单，材料和制造过程价格低廉。钾相对于锂的关键优势在于其丰富的储量与较低的价格，这使得钾离子电池成为家庭储能和电动汽车等大型储能电池的潜在候选者。 钾离子电池相对于锂离子电池的另一个优点在于其充电速度可能更快。 在一项采用了KBF
4电解质的实验中，由于钾离子溶剂化物的斯托克斯半径较小，钾离子在电池中的化学扩散系数高于锂离子 。  
考虑到钾离子与锂离子的电极电势相近，两种电池的电压亦是相近的，而钾电池可接受多种阴极材料，因此可以更低的成本提供更好的循环性能。另一个显著的优点在于钾石墨这一材料的稳定性。钾石墨已经被用作一些锂离子电池的阳极材料。其稳定的结构保证了充放电时钾离子的可逆嵌脱。

## 应用领域
2005年，一种使用熔融电解质的钾电池KPF
6已获得专利。   2007年，中国星舞电子公司推出了一款由钾电池供电的便携式媒体播放器。 
鉴于钾电池卓越的循环性能，已有提议将其应用于大规模储能装置中。然而，目前的实验装置仅能承受一百次充电循环，这对其应用前景产生了很大的限制。   
截至 2019 年，五大问题阻碍了钾离子电池技术的广泛使用：钾离子在固体电极中的扩散度较低；重复循环后由于体积变化造成的电极材料受损；电极副反应；钾枝晶增多；散热不良。研究人员估计，解决所有这些问题可能需要长达 20 年的时间。  

## 生物钾电池
与其他类型的电池相比，钾离子电池最独特的一点在于地球上的生命是基于生物内的钾离子电池的。钾离子是植物体内的关键电荷载体。钾离子通过形成分散的钾离子电池结构来促进植物中的能量储存循环。 这不仅是钾离子电池的标志性特征，也表明在研究植物生命机制的过程中，了解钾离子电池的作用机制的重要性。

## 其他含钾电池
研究人员展示了一种钾空气电池（K-O
2 ) 具有很低的超电势。其充放电电位差约为50 mV，在已经报道金属空气电池中最低。这带来了95% 以上的循环效率。相比之下，锂空气电池（Li-O
2 ) 的超电势明显更高（1–1.5V），导致其循环效率仅为60%。 